# Psychotria wrayi
Psychotria wrayi är en måreväxtart som beskrevs av George King och James Sykes Gamble. Psychotria wrayi ingår i släktet Psychotria och familjen måreväxter. Inga underarter finns listade i Catalogue of Life.